# ミドガルドシュランゲ
ミドガルドシュランゲ（あるいはミッドガルド・シュランゲ:midgard schlange）は、
- 北欧神話に登場する大蛇ヨルムンガンドの別名。
- 1930年代にドイツで研究された特殊兵器。
- 小説『機神兵団』に登場するドイツ製の機神「パンツァーカバリエ」の1機。

本項では兵器について記述する。
ミドガルドシュランゲは、1934年にドイツで研究が開始された兵器のこと。キャタピラ駆動する多数のユニットを一列に連結したヘビのような形態で、陸上だけでなく水中も航行可能、更に先頭ユニットに装備されたドリルで地中を掘り進み、要塞や軍港の地下に爆薬を設置し、破壊するという設計思想であったが、1935年2月28日に研究は中止されている。武装兵器としては機関砲が予定されていたが、自衛能力にかなりの疑問が残る。

## 性能
- 全長：524m
  - ユニット長：6m、ユニット数：77
- 全幅：6.8m
- 全高：3.5m
- 重量：6万トン
- 掘削機：直径1.5m（2.5m説有）×4基

- 機関出力
  - 地上／水中用：19,800PS
  - 水中用補助機関：3,000PS
  - ドリル駆動用：8,800PS

- 移動速度
  - 地上：30Km/h
  - 水中：30Km/h
  - 地中：10Km/h

- 乗員：30名

## 登場作品
『強襲ミドガルド蛇』
1995年に発表された西川魯介の読みきり漫画。連合国にとらわれた捕虜を救出するためにミドガルド蛇という試作連結戦車が使用されている。